# Stazione di Villastellone
La stazione di Villastellone è una stazione ferroviaria per passeggeri posta sulla linea ferrovia Torino-Fossano-Savona, a servizio del comune di Villastellone e della vicina Carignano.

## Storia
La stazione fu costruita nel 1860, sulla già esistente ferrovia Trofarello-Cavallermaggiore-Savigliano aperta nel 1853, per volere dello statista Camillo Benso conte di Cavour, il vecchio fabbricato viaggiatori venne completamente raso al suolo il 7 ottobre 1944, quando il presidio nazifascista di stanza nella zona decise di trasferire tutte le munizioni oltre il fiume Ticino. La resistenza comunicò la notizia alle forze alleate e gli aerei della R.A.F. bombardarono il treno carico di esplosivo. Gli scoppi si susseguirono per tre giorni consecutivi e rasero al suolo tutto il quartiere vicino, con gli insediamenti industriali e il fabbricato viaggiatori. negli anni 1950 fu costruita l'attuale fabbricato viaggiatori.

## Impianti e strutture
La stazione era dotata originariamente di 3 binari, di cui il 2 era di precedenza. Il binario 2 è stato smantellato e quindi rimangono il binario 1 ed il 3 (rinumerato 2).
La stazione di Villastellone venne declassata in fermata da stazione il 3 maggio 2008.

## Servizi
La fermata è inclusa nella categoria silver, ed ha accessi da via Ermanno Cossolo e da via Borgonuovo. la stazione è dotata di:
- Biglietteria automatica
- Sala di attesa
- Sottopassaggio pedonale
- Servizi igienici

## Movimento
La stazione è servita dai treni delle linee 4 e 7 del Servizio Ferroviario Metropolitano di Torino, nell'ambito del contratto di servizio con la Regione Piemonte, per Fossano-Savigliano ed Alba-Bra.  vi passano anche ma senza sosta i treni regionali e interregionali diretti alla stazione Lingotto, a Savona e a Cuneo.

## Interscambi
La stazione, nelle sue vicinanze, è dotata della fermata delle linee della rete urbana di bus, linea 83 e degli autoservizi interurbani.